# Henk Baars
Henk Baars (* 3. August 1960 in Diessen (Hilvarenbeek)) ist ein ehemaliger niederländischer Radrennfahrer und Weltmeister im Radsport.

## Sportliche Laufbahn
Baars war im Querfeldeinrennen (heutige Bezeichnung Cyclocross) und im Straßenradsport aktiv. Sein bedeutendster sportlicher Erfolg war der Gewinn der Goldmedaille bei den UCI-Cyclocross-Weltmeisterschaften 1990 vor Adrie van der Poel. Insgesamt startete er achtmal bei den Weltmeisterschaften und konnte sich viermal unter den besten zehn Fahrern platzieren.
1993 gewann er den nationalen Titel im Querfeldeinrennen vor Edward Kuijper. 1989 siegte er in der Meisterschaft auf dem Mountainbike. Im Querfeldeinrennen wurde er 1986 Vize-Meister hinter Hennie Stamsnijder, 1989 hinter Adrie van der Poel. 1981 und 1988 war er Dritter der Meisterschaft. Baars gewann einige Rennen der Serie Superprestige Cyclocross, so den Veldrit Sint-Michielsgestel 1992. Von 1985 bis 1995 war er als Berufsfahrer aktiv.